# Charles-Louis II de Hohenlohe-Langenbourg
Charles-Louis II, 5e prince de Hohenlohe-Langenbourg (allemand : Karl Ludwig Wilhelm Leopold Fürst zu Hohenlohe-Langenburg; 25 octobre 1829 - 16 mai 1907), est le fils aîné de Ernest Ier de Hohenlohe-Langenbourg. Il est le cinquième prince de Hohenlohe-Langenbourg.

## Biographie

### Jeunesse
Charles-Louis II est né à Langenbourg, dans le Royaume de Wurtemberg, est le premier enfant de Ernest Ier de Hohenlohe-Langenbourg (1794-1860; il est le fils de Charles-Louis Ier, prince de Hohenlohe-Langenbourg et de la comtesse Amélie de Solms-Baruth) et de son épouse, Théodora de Leiningen (1807-1862), fille de Émile-Charles de Leiningen et Victoire de Saxe-Cobourg-Saalfeld. Sa mère était la demi-sœur de la reine Victoria.

### Éducation et carrière militaire
Après avoir vécu à Dresde et Gotha des fins d'enseignement, il étudie trois semestres de droit à l'Université Humboldt de Berlin de Berlin (1850-51). Il passe ensuite plusieurs années à Langenbourg à se préparer pour son prochain rôle de dirigeant. Il mène  jusqu'au milieu des années 1850 une carrière militaire dans l'armée autrichienne, plus tard, dans l'Armée wurtembergeoise.

## Prince de Hohenlohe-Langenbourg
À la mort de son père, le 12 avril 1860, il hérite du titre de prince de Hohenlohe-Langenbourg (allemand : Fürst zu Hohenlohe-Langenburg). Il renonce à ce titre le 21 avril 1860 en faveur de son plus jeune frère Hermann de Hohenlohe-Langenbourg, car il a l'intention de se marier de façon inégale. Cependant, il conserve le titre de prince (allemand : Prinz).

## Mariage et descendance
Charles-Louis se marie morganatiquement le 22 février 1861 à Paris à Maria Grathwohl (1837-1901), fille aînée de Georges Andreas Grathwohl et sa femme, Frédérique Meyer. Sa femme, roturière et donc dans l'impossibilité de partager son titre, est créée baronne de Bronn dans la noblesse de Würtemberg, le titre étant héréditaire pour l'ensemble de leurs enfants légitimes et de sexe masculin.
Ils ont trois enfants:
- Le baron Charles de Bronn (25 janvier 1862 – 28 septembre 1925); en 1911, il est élevé au titre de Prince von Weikersheim par François-Joseph Ier d'Autriche, pour les services civils rendus à l'empire autrichien. Ses descendants sont comtes et comtesses de von Weikersheim. Il épouse la comtesse Marie Czernin von und zu Chudenitz en 1899.
- La baronne Victoria de Bronn (8 janvier 1863 – 10 octobre 1946), mariée en 1879 à Ernest Ritter von Manière und Mätzelsdorf.
- La baronne Béatrice de Bronn (14 octobre 1868 – 17 avril 1932)